# 30 فبراير (فلم)
30 فبراير، فيلم كوميدي مصري إنتاج عام 2012، بطولة سامح حسين وأيتن عامر، وسبب تسمية الفيلم بهذا الاسم هو أن 30 فبراير في التقويم الميلادي لا يأتي نهائياً.

## القصة
تدور قصة الفيلم حول اثنين يلازمهما دائما سوء الطالع، أولهما نور «أيتن عامر» المراسلة في إحدى القنوات الإخبارية والتي دائما ما يصادفها سوء حظ كبير في عملها، وتتعرض لمآزق عديدة في كل تقرير تٌكلف به، والثاني هو نادر «سامح حسين» ذلك الشاب الذي يتعرض للعديد من المشاكل والمواقف السيئة إلا أنه تحدث بعض المفاجآت تغير حياتهما فجأة للأفضل.

## الممثلون
- سامح حسين: (نادر)
- أيتن عامر: (نور)
- لطفي لبيب: (زكي رئيس نادر في العمل)
- عايدة رياض: (والدة نادر)
- مظهر أبو النجا: (والد نادر)
- إيمان السيد: (زبونة لنادر)
- صفاء جلال: (شيماء أخت نادر)
- ليلى عز العرب: (والدة نور)
- محمد الصاوي: (محمد بيومي)
- أحمد كمال: (رئيس نور في العمل)
- يوسف عيد: (كفيف)
- حمدي الرملي: (عم سيد سائق سيارة نور)
- علاء مرسي: (الطبيب النفسي)
- إدوارد: (زبون لنادر)
- معتز التوني
- أحمد فتحي
- ناني سعد الدين

## فريق العمل
- إخراج: معتز التوني
- تأليف: صلاح الجهيني
- إنتاج: نيوسينشري للإنتاج الفني
- توزيع: دولار فيلم
- مونتاج: إيهاب جوهر
- موسيقى تصويرية: عمرو إسماعيل
- مدير التصوير: مصطفى فهمي

## وصلات خارجية
- مقالات تستعمل روابط فنية بلا صلة مع ويكي بيانات
- صفحة الفيلم على موقع السينما